# Numero di Portsmouth
I Numeri di Portsmouth (Portsmouth yardstick nella notazione in lingua inglese) costituiscono uno dei metodi, nell'ambito dello sport velico, che permettono di effettuare regate con barche a vela di diverse caratteristiche introducendo dei compensi che tengono conto delle diverse caratteristiche delle imbarcazioni (ad esempio delle differenze nella stazza): il tempo reale di regata di ciascuna imbarcazione, espresso in secondi, viene diviso per il compenso e moltiplicato per 1000 costituendo così il tempo compensato. La classifica della regata viene poi stilata in base al tempo compensato così calcolato. Tra le regate che utilizzano questo sistema a compensi, la Fuxia Race, il Trofeo Jack La Bolina, il Campionato del Verbano Italo-Svizzero Derive, il Circuito Italiano Long Distance, oltre ad una serie di manifestazioni di circolo dove non si riuscirebbe a formare classi per l'esiguità della flotta.

## Valori dei compensi (dopo aggiornamento Portsmouth Number List 2023)
| Modello di imbarcazione              | Tipologia  | Yardstick | Note |
| 12 sqm Sharpie                       | Monoscafo  | 1015      | |
| 14 piedi Internazionale              | Monoscafo  | 880       | classe a restrizione                                                                                      |
| 18 piedi                             | Monoscafo  | 970       | |
| 2.4                                  | Monoscafo  | 1248      | [ 1 ] |
| 29er                                 | Monoscafo  | 897       | [ 1 ] |
| 405                                  | Monoscafo  | 1090      | |
| 420                                  | Monoscafo  | 1100      | [ 1 ] [ 2 ]                                                                                               |
| 470                                  | Monoscafo  | 973       | |
| 49er                                 | Monoscafo  | 732       | [ 1 ] |
| 5.5 Stazza Nazionale                 | Monoscafo  | 1200      | |
| 505                                  | Monoscafo  | 900       | [ 1 ] |
| 555 FIV                              | Monoscafo  | 1093      | |
| Albacore                             | Monoscafo  | 1037      | [ 1 ] |
| Alpa 550                             | Monoscafo  | 1125      | Il numero è relativo all'armo tradizionale. per il piano velico aggiornato fare riferimento a R18 Paiardi |
| Alpa Esse                            | Monoscafo  | 1088      | |
| B14                                  | Monoscafo  | 858       | [ 1 ] |
| Snipe (Becaccino)                    | Monoscafo  | 1117      | |
| Bim 16                               | Multiscafo | 790       | |
| Bim 18 Ht                            | Multiscafo | 680       | |
| Bim 18 Jib                           | Multiscafo | 695       | |
| Bim 20                               | Multiscafo | 668       | |
| Blaze                                | Monoscafo  | 1033      | [ 1 ] |
| Boss                                 | Monoscafo  | 847       | |
| Brise                                | Monoscafo  | 1400      | |
| British Moth                         | Monoscafo  | 1165      | [ 1 ] |
| Buzz                                 | Monoscafo  | 1020      | [ 1 ] |
| Byte                                 | Monoscafo  | 1190      | |
| Byte CII                             | Monoscafo  | 1135      | [ 1 ] |
| Cadet                                | Monoscafo  | 1430      | [ 1 ] |
| Canoe International                  | Monoscafo  | 858       | [ 1 ] |
| Catapult                             | Multiscafo | 898       | |
| Challenger                           | Multiscafo | 1173      | |
| Cherub                               | Monoscafo  | 1047      | |
| Classe A                             | Multiscafo | 684       | classe a restrizione                                                                                      |
| Classe C                             | Multiscafo | 645       | classe a restrizione                                                                                      |
| Contender                            | Monoscafo  | 969       | [ 1 ] |
| C14                                  | Monoscafo  | 1003      | |
| Dart 15                              | Multiscafo | 926       | |
| Dart 15 Sprint                       | Multiscafo | 904       | |
| Dart 16 D/H                          | Multiscafo | 872       | |
| Dart 16 S/H                          | Multiscafo | 850       | |
| Dart 18                              | Multiscafo | 822       | |
| Dart 18 G                            | Multiscafo | 784       | |
| Dart 6000                            | Multiscafo | 730       | |
| Dart Hawk                            | Multiscafo | 689       | |
| Dart Sting                           | Multiscafo | 880       | |
| Delta                                | Multiscafo | 753       | |
| Dinghy 12                            | Monoscafo  | 1097      | |
| Dingotto                             | Monoscafo  | 1255      | |
| Enterprise                           | Monoscafo  | 1126      | [ 1 ] |
| ERRE 14 NEW                          | Monoscafo  | 1173      | |
| ERRE 18S                             | Monoscafo  | 1045      | |
| Esse                                 | Monoscafo  | 1088      | |
| Estel                                | Monoscafo  | 1173      | |
| Europa                               | Monoscafo  | 1141      | [ 1 ] [ 2 ]                                                                                               |
| Express                              | Monoscafo  | 1135      | |
| Flying Dutchman (nuovo armamento)    | Monoscafo  | 875       | |
| Flying Dutchman (armamento olimpico) | Monoscafo  | 880       | |
| Felix                                | Multiscafo | 790       | |
| Finn                                 | Monoscafo  | 1049      | [ 1 ] |
| Fireball                             | Monoscafo  | 952       | [ 1 ] |
| Firefly                              | Monoscafo  | 1174      | [ 1 ] |
| Flying Junior                        | Monoscafo  | 1163      | |
| Fj Clipper                           | Monoscafo  | 1116      | |
| Fleetwind                            | Monoscafo  | 1268      | |
| Formula 18                           | Multiscafo | 670       | |
| Formula 19                           | Multiscafo | 663       | |
| Gp 14                                | Monoscafo  | 1133      | [ 1 ] |
| Graduate                             | Monoscafo  | 1120      | [ 1 ] |
| Gull                                 | Monoscafo  | 1363      | |
| Heron                                | Monoscafo  | 1345      | [ 1 ] |
| Hobie Cat 14                         | Multiscafo | 904       | |
| Hobie Cat 16                         | Multiscafo | 802       | |
| Hobie Cat 17 D/H                     | Multiscafo | 783       | |
| Hobie Cat 18                         | Multiscafo | 744       | |
| Hobie Cat Dragon                     | Multiscafo | 950       | |
| Hobie Cat Teddy                      | Multiscafo | 950       | |
| Hobie Tiger                          | Multiscafo | 695       | |
| Hornet                               | Monoscafo  | 973       | [ 1 ] |
| Hurricane 5.5                        | Multiscafo | 715       | |
| Hurricane 5.9                        | Multiscafo | 695       | |
| Hurricane 500                        | Multiscafo | 785       | |
| Iroquois Mk I                        | Multiscafo | 984       | |
| Iso                                  | Monoscafo  | 922       | [ 1 ] |
| Javelin                              | Monoscafo  | 926       | [ 1 ] |
| Jet                                  | Monoscafo  | 881       | |
| Kestrel                              | Monoscafo  | 1025      | [ 1 ] |
| Lark                                 | Monoscafo  | 1071      | [ 1 ] |
| Laser 2                              | Monoscafo  | 1033      | |
| Laser 2000                           | Monoscafo  | 1100      | [ 1 ] |
| Laser 3000                           | Monoscafo  | 1058      | [ 1 ] |
| Laser 4.7 / ILCA 4                   | Monoscafo  | 1210      | [ 1 ] |
| Laser 4000                           | Monoscafo  | 922       | [ 1 ] |
| Laser 5000                           | Monoscafo  | 846       | |
| Laser Eps                            | Monoscafo  | 1024      | [ 1 ] |
| Laser Pico                           | Monoscafo  | 1318      | [ 1 ] |
| Laser Race                           | Monoscafo  | 1176      | |
| Laser Radial / ILCA 6                | Monoscafo  | 1150      | [ 1 ] |
| Laser / ILCA 7                       | Monoscafo  | 1101      | [ 1 ] |
| Laser Stratos                        | Monoscafo  | 1092      | [ 1 ] |
| Laser Stratos Keel                   | Monoscafo  | 1184      | |
| Laser Vortex                         | Monoscafo  | 945       | [ 1 ] |
| Leader                               | Monoscafo  | 1115      | |
| L'équipe                             | Monoscafo  | 1175      | |
| Lightning                            | Monoscafo  | 1003      | |
| Lightning 368                        | Monoscafo  | 1160      | [ 1 ] |
| Marauder                             | Monoscafo  | 1042      | |
| Mattia 14                            | Multiscafo | 1026      | |
| Mattia 18                            | Multiscafo | 694       | |
| Mattia Esse                          | Multiscafo | 816       | |
| Mattia Esse Sport                    | Multiscafo | 796       | |
| Mattia Flash                         | Multiscafo | 695       | |
| Mattia Fortissimo                    | Multiscafo | 695       | |
| Mattia Smile                         | Multiscafo | 823       | |
| Merlin-Rocket                        | Monoscafo  | 980       | [ 1 ] |
| Miracle                              | Monoscafo  | 1194      | [ 1 ] |
| Mirror                               | Monoscafo  | 1387      | [ 1 ] |
| Mirror S/H Full Rig                  | Monoscafo  | 1377      | |
| Modulo 45                            | Monoscafo  | 984       | |
| Moth (International)                 | Monoscafo  | 1001      | |
| Mx Ray                               | Monoscafo  | 1020      | |
| Nacra 6.0                            | Multiscafo | 691       | |
| Nacra Inter 18                       | Multiscafo | 695       | |
| Nacra Inter 20                       | Multiscafo | 680       | |
| New Cat                              | Multiscafo | 904       | |
| Nikan                                | Monoscafo  | 1078      | |
| Norfolk Punt                         | Monoscafo  | 890       | |
| Ok                                   | Monoscafo  | 1104      | [ 1 ] |
| Optimist                             | Monoscafo  | 1635      | [ 1 ] |
| Osprey                               | Monoscafo  | 934       | [ 1 ] |
| Otter                                | Monoscafo  | 1272      | |
| Pacer                                | Monoscafo  | 1193      | |
| Paiardi R18                          | Monoscafo  | 1050      | Fonte classifiche Velalonga 2016                                                                          |
| Phantom                              | Monoscafo  | 1002      | [ 1 ] |
| Phantom 14                           | Multiscafo | 920       | |
| Phantom 16                           | Multiscafo | 885       | |
| Phantom 18                           | Multiscafo | 850       | |
| Ponant                               | Monoscafo  | 982       | |
| Prindle 15                           | Multiscafo | 850       | |
| Prindle 18.2                         | Multiscafo | 739       | |
| Prindle 19                           | Multiscafo | 710       | |
| Prodige 9                            | Monoscafo  | 1097      | |
| Redwing                              | Monoscafo  | 1098      | |
| Rs 300                               | Monoscafo  | 965       | [ 1 ] |
| Rs 400                               | Monoscafo  | 940       | [ 1 ] |
| Rs 500                               | Monoscafo  | 966       | [ 1 ] |
| Rs 600                               | Monoscafo  | 920       | [ 1 ] |
| Rs Tera Sport                        | Monoscafo  | 1445      | [ 1 ] |
| Rs Vision                            | Monoscafo  | 1137      | [ 1 ] |
| Salcombe Yawl                        | Monoscafo  | 1115      | |
| Scorpion                             | Monoscafo  | 1043      | [ 1 ] |
| Seafly                               | Monoscafo  | 1071      | |
| Signet                               | Monoscafo  | 1265      | |
| Skipper                              | Monoscafo  | 1090      | |
| Snipe                                | Monoscafo  | 1087      | [ 1 ] |
| Soling                               | Monoscafo  | 914       | |
| Solo                                 | Monoscafo  | 1142      | [ 1 ] |
| Sonar                                | Monoscafo  | 1095      | |
| Spice                                | Monoscafo  | 930       | |
| Splash                               | Monoscafo  | 1182      | |
| Sport 14 (Topper)                    | Monoscafo  | 1050      | |
| Sprint                               | Monoscafo  | 1222      | |
| Star                                 | Monoscafo  | 906       | |
| Strale                               | Monoscafo  | 1022      | |
| Streaker                             | Monoscafo  | 1126      | [ 1 ] |
| Sun Fish                             | Monoscafo  | 1305      | |
| Supernova                            | Monoscafo  | 1077      | [ 1 ] |
| Swordfish                            | Monoscafo  | 1117      | |
| Tasar                                | Monoscafo  | 1017      | [ 1 ] |
| Tempest                              | Monoscafo  | 942       | |
| Tideway                              | Monoscafo  | 1447      | |
| Top Cat K2                           | Multiscafo | 784       | |
| Topaz Uno S/H Single Sail            | Monoscafo  | 1236      | [ 1 ] |
| Topper                               | Monoscafo  | 1369      | [ 1 ] |
| Tornado                              | Multiscafo | 693       | vecchio armamento                                                                                         |
| Tornado Sport                        | Multiscafo | 630       | |
| Toy                                  | Monoscafo  | 1025      | |
| Tridente 14                          | Monoscafo  | 1201      | |
| Tridente 16                          | Monoscafo  | 1085      | Armato secondo regole di classe. Fonte classifiche Velalonga 2016                                         |
| Tris                                 | Monoscafo  | 1250      | |
| Unicorn                              | Multiscafo | 775       | |
| Vaurien                              | Monoscafo  | 1154      | Il numero è relativa all'armo tradizionale, il piano velico è stato ridisegnato                           |
| Violino 18                           | Monoscafo  | 1045      | |
| Wanderer                             | Monoscafo  | 1193      | [ 1 ] |
| Wayfarer                             | Monoscafo  | 1105      | [ 1 ] |
| Wineglass                            | Monoscafo  | 1079      | |
| X-14                                 | Monoscafo  | 1173      | |
| Yw Dayboat                           | Monoscafo  | 1200      | |
| Zef                                  | Monoscafo  | 1305      | |
| Zoom                                 | Monoscafo  | 1135      | |